# Bandad humlebagge
Bandad humlebagge, Trichius fasciatus, är en skalbaggsart som beskrevs av Carl von Linné, 1758 Bandad humlebagge ingår i släktet Trichius, och familjen bladhorningar, Scarabaeidae.
Arten har i Sverige trivialt också varit känd som humlebagge, vilket också är ett accepterat svensk namn för arten. Men behov av mer särskiljande svenska namn har uppkommit då också fläckig humlebagge hittats i Sverige.
Artdatabanken accepterar båda namnen, men rekommenderar bandad humlebagge.

## Beskrivning
Längden är 10 till 14 mm. Kroppen är kraftigt behårad med undantag av täckvingarna, som är tecknade i gult och svart. Den gula färgen är variabel.

## Ekologi
Larven lever i murket trä, som björk, sälg, al och ek. Utvecklingen tar minst två år.
Den fullbildade skalbaggen är främst aktiv i juli och augusti. Den syns ofta på blommor som älgört, vildros, tistlar och flockblommiga växter där den äter pollen.

## Utbredning
Bandad humlebagge förekommer i palearktiska regionen. Den finns i Europa från norra Iberiska halvön, omkring Pyrenéerna, Frankrike och norra Italien genom Centraleuropa och till Skandinaviska halvön, Baltikum och Ryssland.
I Storbritannien är arten ganska sällsynt och förekommer främst lokalt i höglänta områden i Wales, norra England och Skottland.
I Sverige betecknas arten som livskraftig och reproducerande. Den finns i hela landet med undantag av fjällvärlden. Artdatabanken klassificerar den som livskraftig (LC). I Finland betraktas arten som väletablerad och vanlig. Den finns i hela landet, med viss övervikt i de södra delarna (inklusive Åland). Även här är arten klassificerad som livskraftig.